# Fusione catalizzata da muoni
La fusione catalizzata da muoni è un processo che teoricamente potrebbe permettere di realizzare delle reazioni di fusione nucleare senza alcuna tecnica di confinamento. Tale effetto sarebbe ottenuto grazie allo spontaneo avvicinarsi dei nuclei atomici che si verifica in seguito alla sostituzione degli elettroni di legame con dei muoni. Questo fenomeno in teoria potrebbe dare origine a reazioni di fusione a temperature significativamente più basse che quelle richieste per la fusione a confinamento magnetico - come la fusione nei Tokamak. 
Questo processo può infatti avvenire anche in condizioni di pressione e temperatura ambiente. Sebbene sia stato possibile riprodurre il processo utilizzando una strumentazione adeguata, e nonostante gli studi compiuti in proposito, si ritiene che il fenomeno non avrà mai nessuna ricaduta pratica a causa del basso rendimento energetico dell'intero processo. 
A questo fenomeno, in origine, si diede il nome di fusione fredda, ma oggi per evitare confusione con altri processi, si preferisce evitare di riferirsi con questa nomenclatura alla fusione catalizzata da muoni. 

## Principio di funzionamento
I muoni sono particelle elementari con massa pari a circa 207 volte quella degli elettroni (~ 105,658 MeV/c2 contro ~ 0,510 999 MeV/c²). Nelle situazioni ordinarie sono gli elettroni che, costituendo i legami chimici fra gli atomi, hanno l'effetto di distanziare i nuclei. Se a questi vengono sostituiti dei muoni, anch'essi carichi negativamente, si ottiene una forma di materia detta esotica, in cui i nuclei sono circa 207 volte più vicini gli uni agli altri. La probabilità che in questa situazione i nuclei possano fondersi senza ulteriori interventi esterni è quindi fortemente aumentata. I muoni agiscono quindi come catalizzatori della reazione di fusione. In seguito alla reazione la maggior parte dei muoni è nuovamente utilizzabile per nuove reazioni.
L'idea originale di questa tecnica è dovuta a Andrei Sakharov e a Frederick Charles Frank che ne predissero gli effetti grazie a studi teorici precedenti al 1950.
La principale difficoltà pratica di questo processo è il fatto che i muoni devono essere prodotti continuamente, a causa della loro instabilità -la vita media di un muone è infatti di 2,2 microsecondi (2,2 10-6 s) - e della loro tendenza a legarsi ai nuclei d'elio creati a seguito della reazione. La probabilità di una tale cattura, che dà John David Jackson, limita in misura notevole il numero di reazioni che un muone può catalizzare a dodici per una fusione deuterio - deuterio e a un centinaio per una fusione deuterio - trizio.
L'utilizzo pratico della fusione catalizzata da muoni non potrà quindi svilupparsi fintanto che non si disponga di un mezzo, ancora sconosciuto, economico ed efficiente per produrre muoni.